# Champagnac-la-Rivière
Champagnac-la-Rivière è un comune francese di 571 abitanti situato nel dipartimento dell'Alta Vienne nella regione della Nuova Aquitania.

## Società

### Evoluzione demografica
Abitanti censiti